# قیبالی
قیبالی (ترکی آذربایجانی: Qeybalı) یک منطقهٔ مسکونی در جمهوری آرتساخ است که در استان آسکران واقع شده‌است.

## تاریخچه
در ژوئیه سال ۱۹۱۹ میلادی، تعداد زیادی از ارامنه ساکن در این ناحیه توسط نیروهای مسلّح آذربایجانی و شبه‌نظامیان کُرد کشته شدند. شمار افراد کشته شده ۶۰۰ تا ۷۰۰ نفر بود که افرادی از چند روستای مجاور از جمله همین روستا، جمیل‌لی، کرکی‌جهان و ... غارت و سوزانده شدند. بیشتر کشته‌شدگان از زنان و کودکان بودند.